# Studánka (železniční zastávka)
Studánka je železniční zastávka a nákladiště, nacházející se blízko vesnice Studánka, v okrese Cheb.

## Popis zastávky
Dříve se zde nacházela zděná budova, která byla později v dezolátním stavu. Proto byla zbourána a nahrazena betonovým přístřeškem. V zastávce se nenachází žádné informační tabule ani rozhlas.[zdroj?]